# Acid Mothers Gong Live Tokyo
Albums de Gong
Live in Sherwood Forest '75
(2005) Mothergong O Amsterdam
(2007)
Acid Mothers Gong Live Tokyo est un album en concert de Acid mother Gong sorti en 2006.

## Liste des titres
| No  | Titre                                     | Durée |
| --- | ----------------------------------------- | ----- |
| 1.  | Gnome                                     | 0:40  |
| 2.  | Ooom Ba Wah                               | 1:54  |
| 3.  | Crazy Invisible She                       | 3:45  |
| 4.  | The Unkilling of Octave Docteur DA 4J     | 9:15  |
| 5.  | Avahoot Klaxon Diamond Language Ritual    | 4:52  |
| 6.  | Rituel: Umbrage Demon Stirfry & Its Upcum | 3:19  |
| 7.  | Jesu Ali Om Cruci-Fiction                 | 1:36  |
| 8.  | Ze Teapot Zat Exploded                    | 8:19  |
| 9.  | Eating Colonel Saunders Upside Down       | 6:24  |
| 10. | Vital Info That Should Never Be Spoken    | 2:04  |
| 11. | Parallel Tales Of Fred Circumspex         | 5:37  |
| 12. | The Isle Of Underwear                     | 12:35 |
| 13. | Ohm Riff Voltage 245                      | 7:44  |
| 14. | Totalatonal Farewell to the Innocents     | 6:20  |

## Musiciens
- Daevid Allen : guitare glissando, voix, effets
- Gilli Smyth : space whisperer
- Josh Pollack : guitare, megaphone
- Kawabata Makoto : guitare, voix
- Cotton Casino : : synthétiseur, voix
- Hiroshi Higashi : synthétiseur, voix
- Yoshida Tatsuya : batterie, sampleur
- Atsushi Tsuyama : basse, sifflement, voix